# All I Have to Do Is Dream
Pour les articles homonymes, voir Dream.
Singles de The Everly Brothers
This Little Girl of Mine
(1958) Bird Dog
(1958)
Clip vidéo
[vidéo] « All I Have to Do Is Dream - The Everly Brothers », sur YouTube
[vidéo] « All I Have to Do Is Dream - The Everly Brothers (télévision) », sur YouTube
All I Have to Do Is Dream (tout ce que j'ai à faire est de rêver, en anglais) est une chanson d'amour folk-pop américaine, de l'auteur-compositeur Boudleaux Bryant,, enregistrée en single chez Cadence Records (en) en 1958 par The Everly Brothers, extrait de leur album The Everly Brothers' Best (en) de 1959, un de leurs plus importants succès internationaux.

## Histoire
Selon la revue Billboard et le site Songfacts, la chanson est écrite en seulement 15 minutes par Boudleaux Bryant (du couple d'auteurs-compositeurs Felice et Boudleaux Bryant, qui ont écrit leur précédents tubes Bye Bye Love et Wake Up Little Susie) « Quand je te veux dans mes bras, quand je te veux toi et tous tes charmes, chaque fois que je te désire, je n'ai qu'une chose à faire, rêver, je peux te faire mienne, goûter tes lèvres enivrantes, n'importe quand nuit et jour, le seul inconvénient c'est bon dieu, que ma vie se perd dans le rêve... ». The Everly Brothers l’enregistre entre autres au studio RCA Studio B (en) de Nashville (Tennessee),, berceau de la musique country.

## Structure
Cette chanson de forme AABA est construite sur la progression I-vi-IV-V.

## Palmarès et distinctions
Version originale des Everly Brothers :
- 1958 : 1re place du Top 100 du magazine américain Billboard[4].
- 1958 : Liste des titres musicaux numéro un au Royaume-Uni en 1958.
- 1995 : Sélection par le Rock and Roll Hall of Fame comme l'une des « 500 chansons qui ont façonné le rock 'n' roll »[8].
- 2004 : Grammy Hall of Fame Award[9].
- 2004 : 142e des « 500 plus grandes chansons de tous les temps » du magazine Rolling Stone[10].

## Reprises
Ce tube est repris avec succès par de nombreux interprètes, dont : 
- 1962 : Eddy Mitchell & Les Chaussettes noires, sous le titre Line, avec des paroles françaises[11]
- 1963 : Richard Chamberlain, 4e position du Hot 100 de Billboard
- 1970 : Glen Campbell en duo avec Bobbie Gentry, 27e position
- 1974 : Sheila, single et album Pendant les vacances, avec des paroles françaises[12]
- 1975 : Nitty Gritty Dirt Band, 66e position
- 1981 : Andy Gibb (des Bee Gees) en duo avec Victoria Principal, 51e position[4]
- 1982 : Simon and Garfunkel
- 1989 : The Beach Boys

## Cinéma, musique de film
- 1984 : Starman de John Carpenter (interprétée en duo par Jeff Bridges et Karen Allen).
- 2010 : Freddy : Les Griffes de la nuit, de Samuel Bayer.